# Рустам Раза
Рустам Раза (фр. Roustam Raza, вірм. Ռուստամ Ռազա; 1782 — 7 грудня 1845) — мамелюк, охоронець Наполеона Бонапарта. Рустам народився у Тіфлісі (Тбілісі, Грузія). Після років, проведених у рабстві, був подарований Наполеону і залишався його приватним слугою-охоронцем до 1814 р.

## Біографія

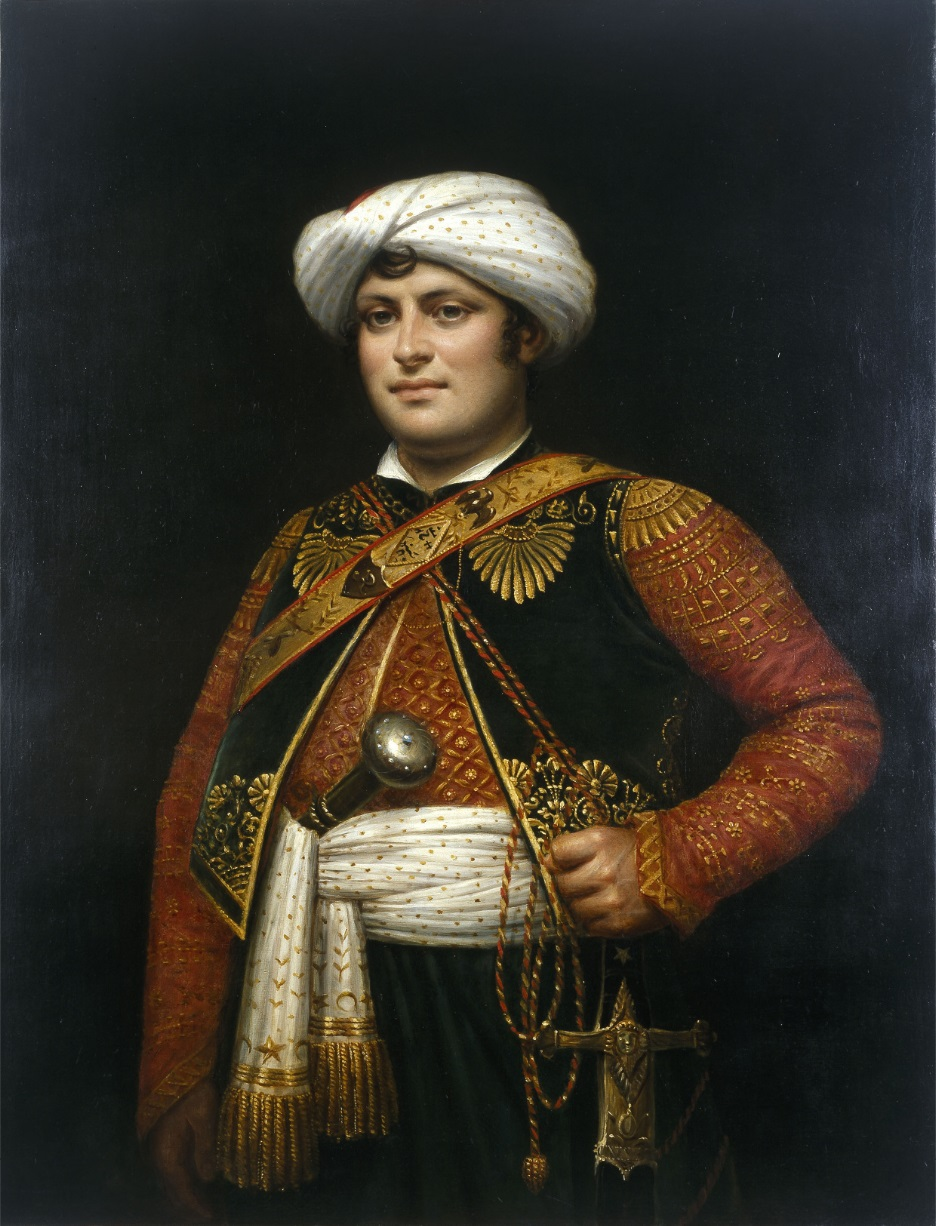
Рустам Раза.

Справжнє ім'я Рустама було Ростом Раза. У своїх мемуарах Рустам писав, що народився у Тіфлісі у родині вірменського торговця у 1782 р. Через місце його народження (Тбілісі) деякі джерела помилково стверджували, що Рустам був етнічним грузином.
Коли хлопцю було два роки, сім'я переїхала на батьківщину батька — до Вірменії. Під час війни з Персією 13-річний Рустам загубився, потрапив у полон і був проданий у рабство. Хлопця продавали різним господарям ще сім разів, аж поки його у 1797 р. не купив у Константинополі один із губернаторів Єгипту.
Перебуваючи в неволі, Рустам став мамелюком. Після смерті губернатора хлопець перейшов у володіння шейха Аль Бекрі в Каїрі. Під час єгипетської кампанії Наполеона шейх подружився з Наполеоном і подарував йому мамелюка-охоронця Рустама. З серпня 1799 р. він був персональним охоронцем Наполеона і по закінченні кампанії в Єгипті від'їхав з Наполеоном до Франції.
Протягом наступних 15 років Рустам залишався охоронцем Наполеона, був з ним усюди — під час усіх військових кампаній, коли Наполеон був генералом і коли він став імператором. Як слуга-охоронець Рустам спав поруч із спальнею свого господаря, дбав про добробут та безпеку Наполеона. 1 лютого 1806 р. по поверненні з битви під Аустерліцем Рустам одружився з Александріною Дювіль — дочкою прислужниці імператриці та дружини Наполеона Жозефіни де Богарне. У шлюбі народилося двоє дітей — хлопчик, який помер в дитинстві, і дівчина, яка згодом одружилася на одному із знатних парижан.
Після фіаско Наполеона та його зречення Рустам побоювався, що його звинуватять у шпигунстві на користь Англії і він вимушений був залишити Наполеона. Після повернення Наполеона і наступних 100 днів його правління він намагався повернутися на службу імператорові, але той, пам'ятаючи про відмову служити до заслання, відмовив йому. Залишок життя Рустам провів разом з дружиною в м. Дурдан на схід від Парижа, де отримав посаду. У віці шістдесяти чотирьох років помер 7 грудня 1845 р. Через 50 років після його смерті були знайдені та опубліковані його мемуари, в яких він описав багато приватних деталей з життя Наполеона під час численних військових кампаній та на чолі Франції.